# Bohumír Klement
Bohumír Klement (1. září 1872 Královo Pole – 11. dubna 1928) byl učitel v Lomnici, vedoucí záložny, varhaník v lomnickém kostele a kronikář obce.

## Život
Bohumír Klement pocházel z Králova Pole. Jeho rodiči byli pekařský mistr Josef Klement a Josefa, rozená Velhartická.
Jeho prvním učitelským působištěm byly v roce 1896 Skorotice . Nejdéle působil v Lomnici. 1. ledna 1910 se stal řídícím učitelem pětitřídní školy v Lomnici. Několikrát byl zvolen do obecního zastupitelstva v Lomnici a zasedal v obecním výboru od roku 1902 až do roku 1919. V lednu 1903 zastoupil nemocného ředitele školy v Lomnici a ujal se správy školy do konce října 1904. Později byl zvolen ředitelem. Při obecní škole založil hospodářsko-živnostenský kurz pro mládež. Byl správcem a učitelem živnostenské školy v Lomnici. V letech 1918 - 1919 navštěvoval kurz pro učitele, kteří se připravují ke zkoušce na měšťanské školy. 20. října 1920 byla otevřena měšťanská škola v Lomnici a Bohumír Klement zde vyučoval jako odborný učitel. Poté, co v dubnu 1928 zemřel, nastoupil do Lomnice jako učitel-elév student učitelského ústavu Karel Höger, pozdější herec.